# Чачапояс (аэропорт)
Аэропорт Чачапояс (исп. Aeropuerto de Chachapoyas) — перуанский аэропорт, расположенный на севере страны в регионе Амазонас, в шести с половиной километрах от центра города Чачапояс.
В городе также имеется ещё один аэропорт для ВВС Перу.

## История

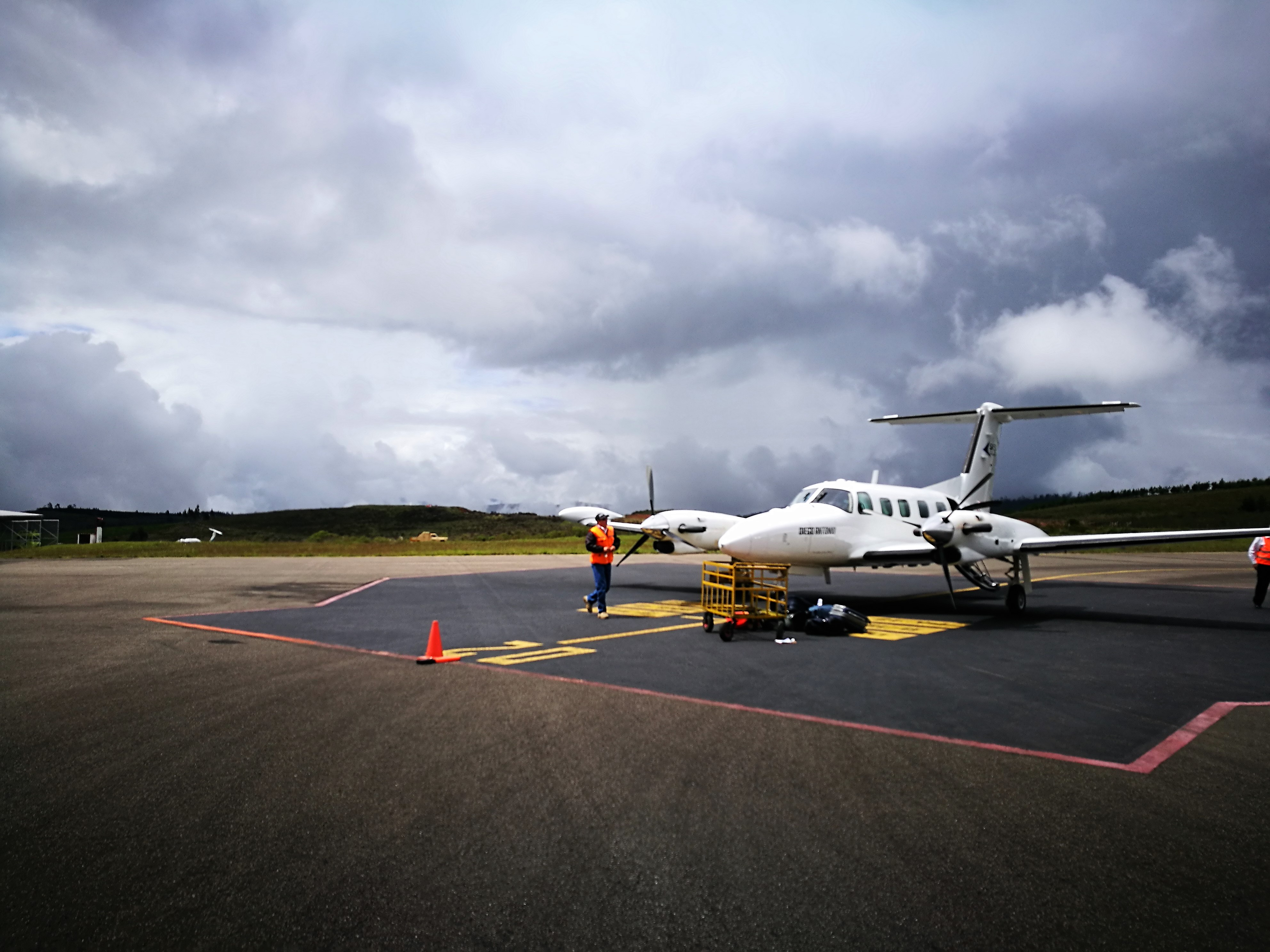

Аэропорт начал свою работу 24 ноября 1984 года.
В сентябре 2019 года президент Перу Мартин Вискарра объявил о планах построить большой аэропорт в регионе Амазонас, указав, что вместо строительства нового аэропорта может быть реконструирован аэропорт Чачапояс.
Одна из основных целей строительства — развитие туризма в регионе.
Министерство транспорта оценило возможности улучшения аэропорта и запланировало расширение пассажирского терминала и увеличение взлетно-посадочной полосы аэропорта. Работы потребуют инвестиции в размере 13 млн долларов. Однако в конце месяца выяснилось, что расширение затруднено и реконструкция откладывается.

## Характеристики
Аэропорт способен принимать самолёты Fokker 28 и другие классом ниже.
PCN взлётно-посадочной полосы 27/F/C/X/T.

## Авиакомпании и направления
Летом 2018 года авиакомпания Movil Air запланировала полёты из Чачапояса в Тарапото, Чиклайо и Трухильо.

## Статистика
|                  | 2015 | 2016 | 2017   | 2018   | 2019   |
| ---------------- | ---- | ---- | ------ | ------ | ------ |
| Пассажиропоток   | 259  | 9987 | 18 692 | 25 883 | 21 525 |
| Грузопоток, тонн | 0,3  | 0,2  | 23,8   | 127,4  | 87,5   |
| Самолетовылеты   | 86   | 1216 | 2080   | 1498   | 1348   |